# David Friesen
David Friesen (ur. 6 maja 1942 w Tacoma w stanie Waszyngton) – amerykański kontrabasista, artysta solowy oraz sideman. 
Naukę gry na instrumencie podjął późno, odbywał wówczas służbę wojskową w Niemczech. Pierwszy album solowy zatytułowany Color Pool zarejestrował w 1975 roku. W latach późniejszych współpracował z gitarzystą Johnem Stowellem, pianistą Stevenem Halpernem oraz flecistą i saksofonistą Paulem Hornem. Prawdopodobnie największy sukces komercyjny odniósł za sprawą albumu Other Times, Other Places z 1989 roku, który uplasował się na 11. miejscu listy Billboard Top Jazz Albums.
David Friesen współpracował ponadto z takimi wykonawcami jak: Chick Corea, Michael Brecker, Stan Getz, Dexter Gordon, Kenny Garrett oraz Dizzy Gillespie.
Starsza siostra muzyka Dyan Cannon jest aktorką.

## Wybrana dyskografia
| - Color Pool (1975) - Star Dance (1976) - Waterfall Rainbow (1977) - Through the Listening Glass (1978; oraz John Stowell) - Other Mansions (1979; oraz John Stowell) - Paths Beyond Tracing (1980) - Heart to Heart (1980; oraz Paul Horn) - Storyteller (1981) |  | - Amber Skies (1983) - Encounters (1984; oraz Mal Waldron) - Inner Voices (1987) - Other Times, Other Places (1989) - Departure (1990; oraz Uwe Kropinski) - Long Trip Home (1992) - Two For the Show (1994) - 1 2 3 (1994) |  | - Remembering the Moment (1994) - The Spirit of Christmas (1994) - Returning (1995) - Dancing with the Bass (1995) - Three to Get Ready (1995) - Upon the Swing (1996) - Four to Go (1996) - Facing the Wind (1996; oraz Leszek Możdżer) |